# Buchnera simplex
Buchnera simplex är en snyltrotsväxtart som först beskrevs av Carl Peter Thunberg, och fick sitt nu gällande namn av George Claridge Druce. Buchnera simplex ingår i släktet Buchnera och familjen snyltrotsväxter. Inga underarter finns listade i Catalogue of Life.